# Rhinns Point
Rhinns Point, auch Rinns Point, ist ein Kap an der Südwestküste der Hebrideninsel Islay. Es liegt etwa 1,5 Kilometer südöstlich von Portnahaven und Port Wemyss und markiert sowohl die südlichste Ausdehnung der Halbinsel Rhinns of Islay als auch die Einfahrt in die Bucht Loch Indaal.
Da das Gestein von tiefen Klüften durchzogen ist, ist die felsige Landspitze schwer und nur aus nordöstlicher Richtung über eine natürliche Felsbrücke zugänglich. Sie nimmt eine Fläche von 100 × 50 m2 ein, die sich bis zu 18 m hoch über die Oberfläche des Atlantischen Ozeans erhebt. Eine Fläche von etwa 60 × 40 m2 würde sich hiervon für eine Besiedlung eignen. Es existieren Indizien, dass Rhinns Point ebenso wie andere markante Landspitzen auf Islay einst besiedelt war. So finden sich heute überwachsene Bruchsteinhaufen, welche die Überreste der Verteidigungsmauern eines frühzeitlichen Duns darstellen könnten. Ob es sich jedoch tatsächlich um solche handelt, ist auf Grund des schlechten Zustands nicht gesichert.